# Stiphidiidae
Famille
Synonymes
- Neolanidae Forster & Wilton, 1973

Les Stiphidiidae sont une famille d'araignées aranéomorphes.

## Distribution

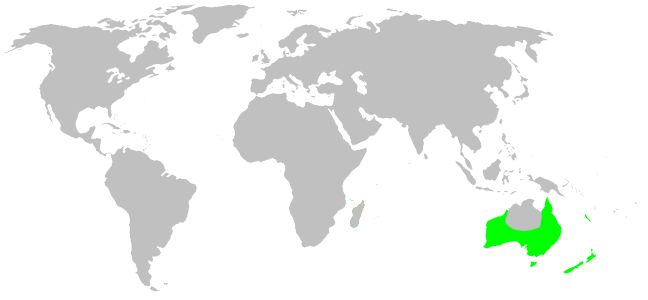
Distribution

Les espèces de cette famille se rencontrent en Océanie.

## Paléontologie
Cette famille n'est pas connue à l'état fossile.

## Taxonomie
Cette famille rassemble 125 espèces dans 20 genres.

## Liste des genres
Selon World Spider Catalog (version 18.5, 18/11/2017) :
- Aorangia Forster & Wilton, 1973
- Asmea Gray & Smith, 2008
- Borrala Gray & Smith, 2004
- Carbinea Davies, 1999
- Couranga Gray & Smith, 2008
- Elleguna Gray & Smith, 2008
- Jamberoo Gray & Smith, 2008
- Kababina Davies, 1995
- Karriella Gray & Smith, 2008
- Malarina Davies & Lambkin, 2000
- Marplesia Lehtinen, 1967
- Neolana Forster & Wilton, 1973
- Neoramia Forster & Wilton, 1973
- Pillara Gray & Smith, 2004
- Procambridgea Forster & Wilton, 1973
- Stiphidion Simon, 1902
- Tartarus Gray, 1973
- Therlinya Gray & Smith, 2002
- Tjurunga Lehtinen, 1967
- Wabua Davies, 2000

## Publication originale
- Dalmas, 1917 : Araignées de Nouvelle-Zélande. Annales de la Société Entomologique de France, vol. 86, p. 317-430 (texte intégral).